# Dolmen von Menez-Lan-Du

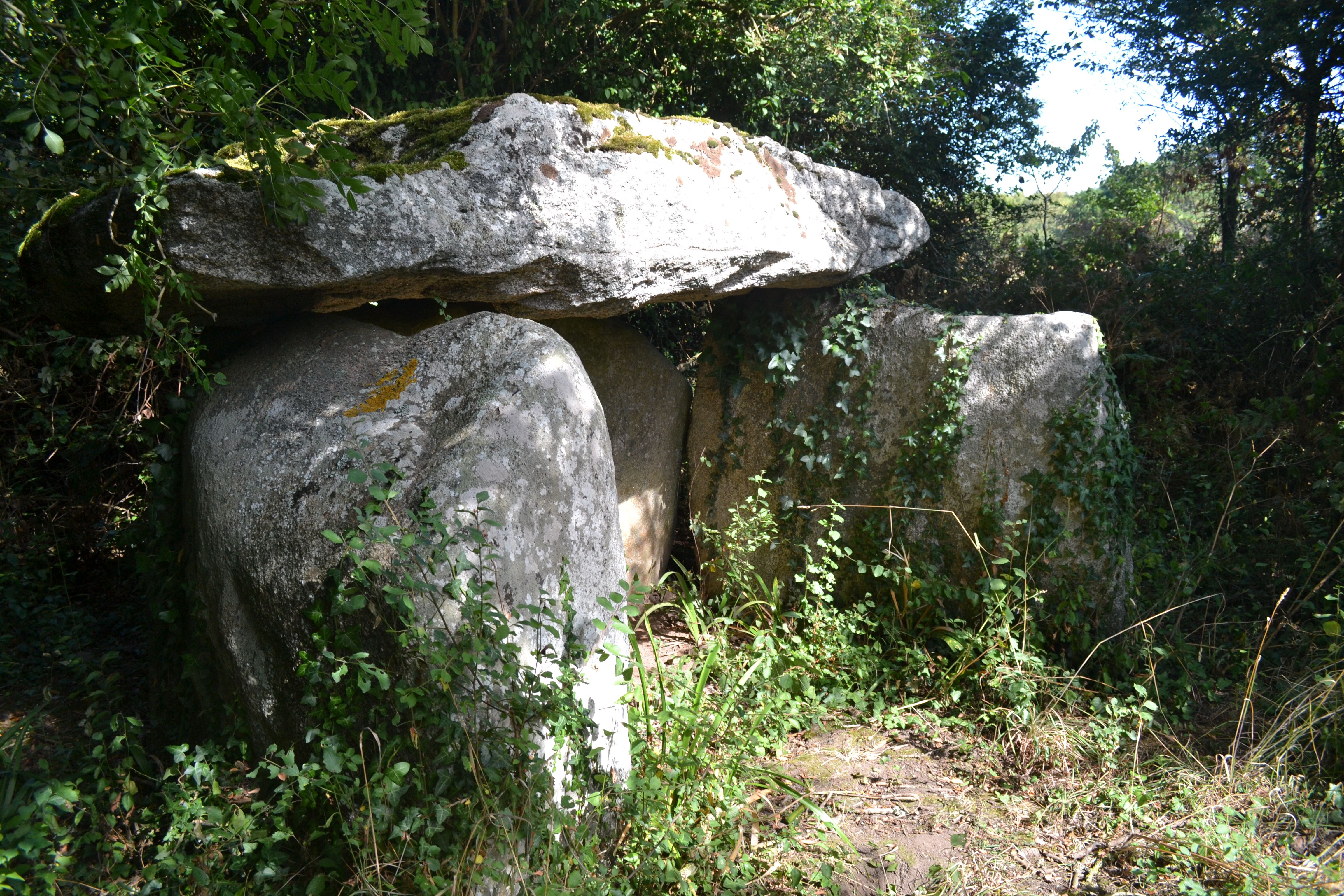
Dolmen von Menez-Lan-Du

Der Dolmen von Menez-Lan-Du (auch Kerdanno oder Menez Landu oder Taol-Vaen genannt) liegt nahe der Straße D785 und nahe dem gleichnamigen Weiler, südwestlich von Plomeur in der Cornouaille im Département Finistère in der Bretagne in Frankreich. Dolmen ist in Frankreich der Oberbegriff für neolithische Megalithanlagen aller Art (siehe: Französische Nomenklatur).

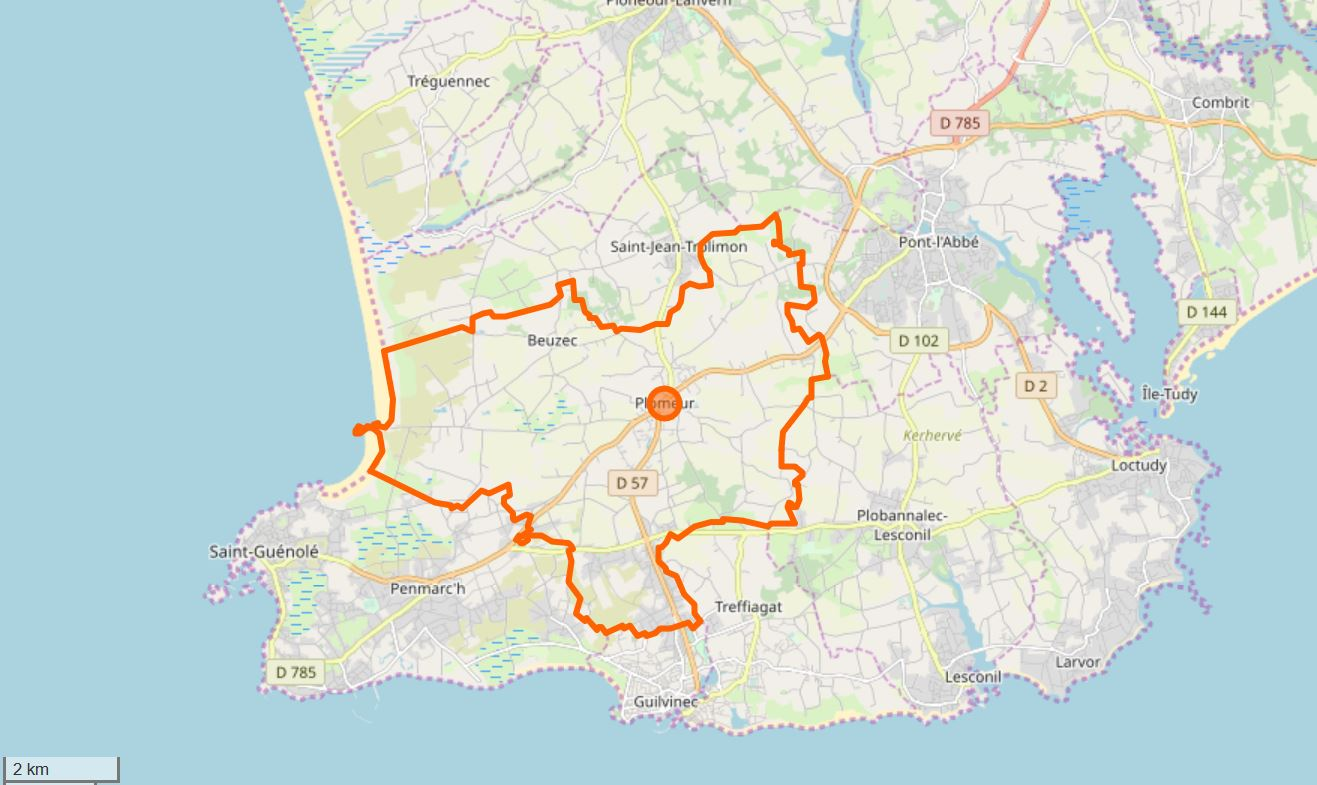
Plomeur

Der Dolmen, der das Endstück eines Galeriegrabes sein könnte, besteht aus dem Deckstein, der auf zwei seitlichen Tragsteinen ruht, und dem großen Endstein.
In der Nähe liegen die Dolmen von Kerugou, Lestriguiou, Penker ar Bloaz und Pointe de la Torche.